# Dyskografia Spice Girls
Dyskografia Spice Girls obejmuje trzy albumy, jedną kompilację oraz jedenaście singli.
Pierwszym singlem był „Wannabe”, który uczynił z grupy światowy fenomen i stał się najlepiej sprzedającym singlem wydanym przez żeńską grupę w historii. Promował on debiutancki album Spice, który rozprowadzono w ponad 35 milionach egzemplarzy na całym świecie. Kolejne single pochodzące z płyty to „Say You’ll Be There” i „2 Become 1”, z których każdy dotarł na pierwsze miejsca list przebojów w ponad 30 krajach. Na początku 1997 pojawił się ostatni singel z debiutu – „Mama”/„Who Do You Think You Are”, wydany z okazji zaangażowania zespołu w akcję charytatywną Comic Relief.
W połowie 1997 pojawił się singel promujący kolejny krążek – „Spice Up Your Life”. Drugi album zespołu, Spiceworld, sprzedano w ponad 20 milionach egzemplarzy. W grudniu tego samego roku w rozgłośniach radiowych zaprezentowano świąteczny przebój „Too Much”.
W 1998 roku kolejnymi singlami stały się piosenki „Stop” i „Viva Forever”, z których ta druga okazała się ostatnim wydawnictwem współtworzonym przez Geri Halliwell. 30 maja tego roku do mediów oficjalnie podano informację o jej odejściu, co znacznie wpłynęło na późniejszy sukces grupy. W grudniu pojawił się singel „Goodbye”, dedykowany byłej członkini zespołu. Był to ich trzeci świąteczny numer jeden na listach przebojów, w czym grupa dorównała The Beatles.
W 2000 roku wydano ostatni album „Forever”, promując go singlem „Holler”/„Let Love Lead The Way”. W listopadzie Spice Girls ogłosiły zakończenie działalności grupy.
W 2007 roku zespół w pełnym składzie przywrócił działalność ze względu na trasę koncertową. Z tej okazji na rynku pojawiła się składanka największych hitów Spice Girls: Greatest Hits, reklamowana jedyną nową piosenką „Headlines (Friendship Never Ends)”. 2 grudnia 2007 rozpoczęto trasę, na którą bilety ze względu na popularność grupy sprzedały się błyskawicznie.

## Albumy studyjne
| Rok  | Tytuł                                                                  | Pozycja na liście | Pozycja na liście | Pozycja na liście | Pozycja na liście | Pozycja na liście | Pozycja na liście | Pozycja na liście | Pozycja na liście | Pozycja na liście | Pozycja na liście | Certyfikat | Sprzedaż                                                             |
| Rok  | Tytuł                                                                  | UK                | AUS               | CAN               | GER               | IRE               | NLD               | NZ                | SWE               | SWI               | US                | Certyfikat | Sprzedaż                                                             |
| ---- | ---------------------------------------------------------------------- | ----------------- | ----------------- | ----------------- | ----------------- | ----------------- | ----------------- | ----------------- | ----------------- | ----------------- | ----------------- | --- | -------------------------------------------------------------------- |
| 1996 | Spice - Data: 4 listopada 1996 - Wydawca: Virgin - Format: CD, CS      | 1                 | 3                 | 1                 | 6                 | 1                 | 1                 | 1                 | 1                 | 5                 | 1                 | - UK: 10x platyna - AUS: 6x platyna - CAN: diament - FRA: diament - GER: 3x złoto - IRE: 9x platyna - NZ: 7x platyna - SWE: 2x platyna - SWI: 2x platyna - US: 7x platyna - POL: 2x platyna - JPN: 2x platyna | - Świat: 28,000,000 - UK: 2,928,739 - US: 7,400,000 - FRA: 1,074,800 |
| 1997 | Spiceworld - Data: 3 listopada 1997 - Wydawca: Virgin - Format: CD, CS | 1                 | 2                 | 2                 | 4                 | 1                 | 1                 | 1                 | 3                 | 2                 | 3                 | - UK: 5x platyna - AUS: 6x platyna - CAN: diament - FRA: 2x platyna - GER: platyna - NZ: 3x platyna - SWE: 2x platyna - SWI: 2x platyna - US: 4x platyna - POL: 2x platyna - JPN: 2x platyna                  | - Świat: 20,000,000 - UK: 1,575,941 - US: 4,100,000 - FRA: 629,500   |
| 2000 | Forever - Data: 6 listopada 2000 - Wydawca: Virgin - Format: CD, CS    | 2                 | 9                 | 6                 | 6                 | 15                | 30                | 25                | 24                | 11                | 39                | - UK: platyna - AUS: złoto - CAN: 2x platyna - GER: złoto - NZ: złoto - SWI: platyna | - UK: 300,000 - US: 207,000 - Świat: 6,000,000                       |

## Kompilacje
| Rok  | Tytuł                                                                                   | Pozycja na liście | Pozycja na liście | Pozycja na liście | Pozycja na liście | Pozycja na liście | Pozycja na liście | Pozycja na liście | Pozycja na liście | Pozycja na liście | Pozycja na liście | Certyfikat                                                           | Sprzedaż                    |
| Rok  | Tytuł                                                                                   | UK                | AUS               | CAN               | GER               | IRE               | NLD               | NZ                | SWE               | SWI               | US                | Certyfikat                                                           | Sprzedaż                    |
| ---- | --------------------------------------------------------------------------------------- | ----------------- | ----------------- | ----------------- | ----------------- | ----------------- | ----------------- | ----------------- | ----------------- | ----------------- | ----------------- | -------------------------------------------------------------------- | --------------------------- |
| 2007 | Greatest Hits - Data: 9 listopada 2007 - Wydawca: Virgin - Format: CD, digital download | 2                 | 1                 | 11                | 50                | 9                 | 73                | 15                | 50                | 52                | 93                | - UK: platyna - AUS: platyna - CAN: złoto - IRE: platyna - NZ: złoto | - UK: 415,966 - US: 600,000 |

## Single
| Rok  | Tytuł                               | Album         | Sprzedaż   |
| ---- | ----------------------------------- | ------------- | ---------- |
| 1996 | „Wannabe”                           | Spice         | 6,000,000  |
| 1996 | „Say You’ll Be There”               | Spice         | 2,155,000  |
| 1996 | „2 Become 1”                        | Spice         | 2,160,000  |
| 1996 | „Who Do You Think You Are”          | Spice         | 1,000,000+ |
| 1996 | „Mama”                              | Spice         | 1,000,000+ |
| 1997 | „Spice Up Your Life”                | Spiceworld    | 1,771,000  |
| 1997 | „Too Much”                          | Spiceworld    | 1,360,000  |
| 1997 | „Stop”                              | Spiceworld    | 360,000    |
| 1997 | „Viva Forever”                      | Spiceworld    | 1,110,000  |
| 1998 | „Goodbye”                           | Forever       | 1,574,500  |
| 2000 | „Let Love Lead the Way”             | Forever       | 500,000+   |
| 2000 | „Holler”                            | Forever       | 500,000+   |
| 2007 | „Headlines (Friendship Never Ends)” | Greatest Hits |            |

- „Mama” i „Who Do You Think You Are” zostały wydane jak dwa single na jednej stronie A, prawdziwa liczba sprzedanych kopii nie jest znana; podobna sytuacja zaszła z „Let Love Lead The Way” i „Holler”, również wydanymi razem. W niektórych krajach cztery single wydawano osobno.

## Wideo
| Rok  | Tytuł                                                                                              | Certyfikat                          |
| ---- | -------------------------------------------------------------------------------------------------- | ----------------------------------- |
| 1997 | One Hour of Girl Power - Data: 14 kwietnia 1997 - Wydawca: Virgin - Format: VHS                    | - CAN: 8x platyna - FRA: 3x platyna |
| 1997 | Girl Power! Live in Istanbul - Data: grudzień 1997 - Wydawca: Virgin - Format: VHS, DVD            | - US: platyna - FRA: diament        |
| 1998 | Spice Girls Live at Wembley Stadium - Data: 16 listopada 1998 - Wydawca: Virgin - Format: VHS, DVD | - US: platyna                       |
| 1999 | Spice Girls in America: A Tour Story - Data: 7 czerwca 1999 - Wydawca: Virgin - Format: VHS, DVD   |                                     |
| 2000 | Forever More - Data: 13 listopada 2000 - Wydawca: Virgin - Format: VHS, DVD                        |                                     |

## Teledyski
| Rok  | Tytuł                                             | Reżyseria         |
| ---- | ------------------------------------------------- | ----------------- |
| 1996 | „Wannabe”                                         | Jhoan Camitz      |
| 1996 | „Say You’ll Be There”                             | Vaughan Arnell    |
| 1996 | „2 Become 1”                                      | Big TV!           |
| 1997 | „Mama”                                            | Big TV!           |
| 1997 | „Who Do You Think You Are”                        | Greg Masuak       |
| 1997 | „Who Do You Think You Are” (Comic Relief version) | Greg Masuak       |
| 1997 | „Spice Up Your Life”                              | Marcus Nispel     |
| 1997 | „Too Much”                                        | Howard Greenhalgh |
| 1998 | „Stop”                                            | James Brown       |
| 1998 | „Viva Forever”                                    | Steve Box         |
| 1998 | „Goodbye”                                         | Howard Greenhalgh |
| 2000 | „Holler”                                          | Jake Nava         |
| 2000 | „Let Love Lead the Way”                           | Greg Masuak       |
| 2000 | „If You Wanna Have Some Fun”                      | b.d.              |
| 2007 | „Headlines (Friendship Never Ends)”               | Anthony Mandler   |